# GLAAD Media Awards
Os GLAAD Media Awards foram criados em 1990 pela organização não-governamental estadunidense Gay & Lesbian Alliance Against Defamation (GLAAD) para "reconhecer e homenagear as representações justas, rigorosas e inclusivas da comunidade LGBT e de questões que afetam as suas vidas nos meios de comunicação".

## Davidson/Valentini Award
O Davidson / Valentini Award é apresentado anualmente no GLAAD Media Awards em São Francisco. É uma homenagem a Craig Davidson, o primeiro diretor executivo da GLAAD, e seu parceiro Michael Valentini. É oferecido aos indivíduos abertamente LGBT que tenham se destacado na promoção da igualdade de direitos para a comunidade LGBT.
Vencedores
- 2000 - Kathy Levinson
- 2001 - Rob Epstein & Jeffrey Friedman
- 2002 - Sandra Bernhard
- 2003 - B.D. Wong
- 2004 - Clive Barker
- 2005 - Alec Mapa
- 2006 - Ron Cowen e Daniel Lipman
- 2007 - Robert Gant
- 2008 - Ilene Chaiken
- 2009 - Chad Allen
- 2010 - Lee Daniels
- 2013 - Adam Lambert[6]
- 2015 - Tyler Oakley

## Excellence in Media Award
O Excellence in Media Award é apresentado anualmente no GLAAD Media Awards em Nova Iorque. É oferecido aos indivíduos na mídia e na indústria do entretenimento que através de seus trabalhos tenham aumentado a visibilidade e a compreensão da comunidade GLBT.
Vencedores
- 1991 - Madonna
- 2003 - Diane Sawyer
- 2004 - Julianne Moore
- 2005 - Billy Crystal
- 2006 - Amanda McKeon
- 2007 - Patti LaBelle
- 2008 - Judy Shepard
- 2009 - Tyra Banks
- 2011 - Christina Aguilera
- 2012 - Josh Hutcherson
- 2015 - Kelly Ripa
- 2016 - Robert De Niro
- 2017 - Debra Messing

## Golden Gate Award
O Golden Gate Award é apresentado anualmente no GLAAD Media Awards em São Francisco. É oferecido à profissionais da mídia que aumentaram a visibilidade e a compreensão da comunidade LGBT.
Vencedores
- 2003 - Stockard Channing
- 2004 - Megan Mullally
- 2005 - Jennifer Beals
- 2006 - Jennifer Tilly
- 2008 - James Schamus
- 2010 - Cybill Shepherd
- 2011 - Kim Cattrall
- 2012 - Shonda Rhimes

## Vanguard Award
O Vanguard Award é apresentado anualmente no GLAAD Media Awards em São Francisco. É oferecido à membros da comunidade do entretenimento que fizeram uma diferença significante em promover direitos iguais para as pessoas LGBT.
Vencedores
- 1993 - Roseanne Barr e Tom Arnold
- 1994 - Aaron Spelling
- 1995 - Steve Tisch
- 1996 - Sid Sheinberg
- 1997 - Cristina Saralegui
- 1998 - Cher
- 1999 - Whoopi Goldberg
- 2000 - Elizabeth Taylor
- 2002 - Shirley MacLaine
- 2003 - Eric McCormack
- 2004 - Antonio Banderas
- 2005 - Liza Minnelli
- 2006 - Charlize Theron
- 2007 - Jennifer Aniston
- 2008 - Janet Jackson
- 2009 - Kathy Griffin
- 2010 - Drew Barrymore
- 2011 - Kristin Chenoweth
- 2012 - Josh Hutcherson
- 2014 - Jennifer Lopez
- 2015 - Kerry Washington
- 2016 - Demi Lovato

- 2017 - Patricia Arquette
- 2018 - Britney Spears
- 2019 - The Carters (Beyoncé & Jay-z)
- 2020 - Taylor Swift

## Ally Award
O Ally Awards é apresentado a uma figura da mídia que sempre usou sua plataforma para apoiar e promover a igualdade e aceitação LGBT.
- 2013 - Russell Simmons
- 2016 - Mariah Carey